# Ngày Thế giới chống lại Án tử hình
Ngày Thế giới chống án tử hình (ngày 10 tháng 10) là ngày vận động cho việc bãi bỏ án tử hình trên toàn cầu và chấm dứt tình trạng vi phạm nhân quyền liên quan đến việc hành quyết phạm nhân. Ngày này được tổ chức lần đầu tiên bởi Liên đoàn Thế giới Chống lại Án tử hình (WCADP – World Coalition Against the Death Penalty) vào năm 2003.
Nhiều tổ chức phi chính phủ và chính phủ thế giới đứng ra hậu thuẫn cho ngày này, bao gồm Tổ chức Ân xá Quốc tế, Liên minh Châu Âu và Liên Hợp Quốc. Vào ngày 26 tháng 9 năm 2007, Hội đồng Châu Âu cũng tuyên bố ngày 10 tháng 10 là Ngày Châu Âu chống lại án tử hình.

### Tình hình án tử hình ở Việt Nam và Đông Nam Á
Án tử hình là hình phạt cao nhất trong hệ thống hình phạt của nhiều quốc gia trên thế giới, trong đó có Việt Nam. Tuy nhiên, trong những năm gần đây, xu hướng chung trên thế giới là giảm dần việc áp dụng án tử hình, và nhiều quốc gia đã hoàn toàn xóa bỏ hình phạt này.

#### Việt Nam
Trong những năm gần đây, phạm vi áp dụng án tử hình ở Việt Nam đã được thu hẹp đáng kể. Cụ thể, năm 2015, Quốc hội đã quyết định bãi bỏ án tử hình đối với tội cướp tài sản có tính chất nghiêm trọng, cướp tài sản có tính chất đồng phạm giản đơn.
Hình phạt tử hình không áp dụng đối với người dưới 18 tuổi khi phạm tội, phụ nữ có thai, phụ nữ đang nuôi con dưới 36 tháng tuổi hoặc người đủ 75 tuổi trở lên khi phạm tội hoặc khi xét xử.

#### Đông Nam Á
Tình hình án tử hình ở Đông Nam Á cũng đang có những thay đổi tích cực. Tính đến năm 2023, đã có ba quốc gia ở khu vực này hoàn toàn xóa bỏ án tử hình, đó là Campuchia, Timor-Leste và Philippines. Ngoài ra, vào ngày 3 tháng 4 năm 2023, Malaysia đã thông qua cải cách xóa bỏ án tử hình bắt buộc, giảm số tội danh bị kết án tử hình và bãi bỏ án tù chung thân suốt đời (thời hạn cố định là 30 năm). Bên cạnh đó, Brunei, Lào đã tạm ngưng thực thi án tử hình trên thực tế (de facto).